# Championnat de Belgique de football 1898-1899
Navigation
Saison précédente Saison suivante
Le championnat de Belgique de football 1898-1899 est la quatrième saison du championnat de première division belge. Il porte le nom officiel de « Division 1 » pour la première fois.
Avec l'arrivée de quatre nouveaux clubs flandriens, un système de poules géographiques est mis en place. Une des raisons invoquées justifiant cette nouveauté est la réduction des déplacements, peu évidents à effectuer à l'époque. Les deux vainqueurs de chaque poule disputent ensuite une finale en aller-retour pour l'attribution du titre national. Une des séries est jouée sous forme de championnat « round-robin », l'autre se joue en matches à élimination directe (demi-finales et finale).
Le FC Liégeois remporte son troisième titre en quatre ans, et devient ainsi le premier club à conserver son titre sur deux saisons. Mais ce que les liégeois et leurs supporters ne savent pas encore à cette époque, c'est qu'ils vont devoir attendre 53 ans pour fêter le suivant.

## Clubs participants
Neuf clubs prennent part à la compétition, c'est quatre de plus que lors de l'édition précédente. Ceux dont le matricule est mis en gras existent toujours aujourd'hui.
| # | Nom                                  | Mat. | Ville   | Terrain                               | En D1 depuis (série) | Total en D1 | Saison précédente |
| - | ------------------------------------ | ---- | ------- | ------------------------------------- | -------------------- | ----------- | ----------------- |
| 1 | Antwerp Football Club                | 1    | Anvers  | Zuremborg (à côté du Vélodrome)       | 1895-1896 (4e)       | 4e          | 5e                |
| 2 | Football Club Brugeois               | 3    | Bruges  | Het Ratteplein                        | 1898-1899 (1re)      | 2e          | N/A               |
| 3 | Athletic & Running Club de Bruxelles | N/A  | Uccle   | ?                                     | 1896-1897 (3e)       | 3e          | 4e                |
| 4 | Léopold Club de Bruxelles            | 5    | Ixelles | Plaine Ten Bosch                      | 1895-1896 (4e)       | 4e          | 3e                |
| 5 | Racing Club de Bruxelles             | 6    | Uccle   | site de Longchamps (ancien Vélodrome) | 1895-1896 (4e)       | 4e          | 2e                |
| 6 | Athletic Club Gantois                | 11   | Gand    | ?                                     | 1898-1899 (1re)      | 1re         | N/A               |
| 7 | Sport Pédestre de Gand               | 11   | Gand    | ?                                     | 1898-1899 (1re)      | 1re         | N/A               |
| 8 | Football Club Liégeois               | 4    | Cointe  | Plaine du Champ d'Oiseaux             | 1895-1896 (4e)       | 4e          | 1er               |
| 9 | Oostendensche FC                     | N/A  | Ostende | ?                                     | 1898-1899 (1re)      | 1re         | N/A               |

### Localisations
| Antwerp FC FC Liégeois Bruxelles FC Brugeois AC Gantois S.P. de Gand Oostendensche FC |

#### Localisation des clubs bruxellois
les 3 cercles bruxellois sont :
Léopold CB
Racing CB
A&RC de Bruxelles (localisation incertaine)

## Résultats

### Série des provinces du Brabant, d'Anvers et de Liège

#### Résultats des rencontres
Les six équipes engagées disputent seize des vingt rencontres au programme, les quatre autres se soldant sur un forfait.
| Résultats (▼dom., ►ext.)                                   | ANT  | ARC  | LEO  | RAC  | FCL |
| Antwerp FC                                                 |      | 6-2  | 1-3  | 5-2* | 2-4 |
| Athletic & Running CB                                      | 5-0F |      | 4-3  | 3-0  | 2-5 |
| Léopold CB                                                 | 4-0  | 1-1  |      | 1-4  | 0-4 |
| Racing CB                                                  | 4-2  | 14-1 | 2-5  |      | 0-3 |
| FC Liégeois                                                | 5-0F | 5-0F | 5-0F | 6-1  |     |
| - Victoire à domicile - Match nul - Victoire à l'extérieur |      |      |      |      |     |

- 5-0F = Forfait, score de forfait infligé car l'équipe décrétée perdante ne s'est pas déplacée ou ne s'est pas présentée.
- La rencontre Antwerp FC-Racing CB voit son score modifié en score de forfait sur tapis vert, en faveur du Racing CB.

À noter que bien que l'époque soit à l'amateurisme et/ou au simple amusement sportif, trois des quatre équipes censées se rendre chez le grand favori, le FC Liégeois préfèrent ne pas se déplacer et déclarer forfait.

### Classement final
| Rang | Équipe                | Pts | J | G | N | P | Bp | Bc | Diff |
| ---- | --------------------- | --- | - | - | - | - | -- | -- | ---- |
| 1    | FC LIÉGEOIS T         | 16  | 8 | 8 | 0 | 0 | 37 | 5  | +32  |
| 2    | Racing CB             | 8   | 8 | 4 | 0 | 4 | 30 | 21 | +9   |
| 3    | Léopold CB            | 7   | 8 | 3 | 1 | 4 | 17 | 21 | -4   |
| 4    | Athletic & Running CB | 7   | 8 | 3 | 1 | 4 | 18 | 34 | -16  |
| 5    | Antwerp FC            | 2   | 8 | 1 | 0 | 7 | 11 | 32 | -21  |

Légende
- Champion de Belgique 1899
- Club qualifié pour la finale du championnat
- Clubs ayant choisi de ne pas se présenter la saison suivante

Abréviations
T : Tenant du titre 1898

 : nouveau venu depuis la saison précédente

### Série des provinces de Flandre-Orientale et Flandre-Occidentale

#### Résultats des rencontres
On ne connaît pas les résultats exacts des rencontres, mais l'on est certain que le FC Brugeois bat Oostendensche FC en finale.
|  | Demi-finales           | Demi-finales     |   |  | Finale      | Finale |  |
|  |                        |                  |   |  |             |        |  |
|  | FC Brugeois            | ?                |   |  |             |        |  |
|  | AC Gantois             | ?                |   |  |             |        |  |
|  |                        |                  |   |  | FC Brugeois | ?      |  |
|  |                        | Oostendensche FC | ? |  |             |        |  |
|  | Oostendensche FC       | ?                |   |  |             |        |  |
|  | Sport Pédestre de Gand | ?                |   |  |             |        |  |

### Finale
| Date                 | Match                       | Résultat |
| -------------------- | --------------------------- | -------- |
| 19 mars 1899         | FC Liégeois T – FC Brugeois | 2-0      |
| 16 avril 1899        | FC Brugeois - FC Liégeois T | 3-4      |
| FC LIEGEOIS champion |                             |          |

### Meilleur buteur
Franz König (Racing CB) : nombre de buts inconnu. Il est le deuxième joueur sacré pour la deuxième fois meilleur buteur du championnat.

## «Division 2»
Une série inférieure est de nouveau organisée, où les équipes réserves de plusieurs clubs sont opposées à des clubs débutants. Vu le changement de nom du championnat, celle-ci prend le nom de « Division 2 ». Comme la saison passée, ce championnat est divisé en deux poules géographiques, dont les deux premiers se rencontrent en une finale, disputée en un match sur terrain neutre. C'est le Skill Football Club de Bruxelles qui l'emporte, et fera son entrée dans le championnat officiel la saison suivante.

### Groupe Brabant
| Rang | Équipe                           | Pts | J | G | N | P | Bp | Bc | Diff |
| ---- | -------------------------------- | --- | - | - | - | - | -- | -- | ---- |
| 1    | Skill Football Club de Bruxelles | 10  | 5 | 5 | 0 | 0 | 21 | 2  | +19  |
| 2    | Rés. Léopold CB                  | 10  | 5 | 5 | 0 | 0 | 12 | 2  | +10  |
| 3    | Intrépide FC                     | 6   | 5 | 3 | 0 | 2 | 8  | 9  | -1   |
| 4    | Rés. Racing CB                   | 4   | 4 | 2 | 0 | 2 | 12 | 6  | +6   |
| 5    | Rés. Athletic & Running CB       | 4   | 4 | 2 | 0 | 2 | 12 | 9  | +3   |
| 6    | Union St-Gilloise                | 3   | 5 | 1 | 1 | 3 | 7  | 10 | -3   |
| 7    | Olympia CB                       | 1   | 5 | 0 | 1 | 4 | 1  | 7  | -6   |
| 8    | Daring CB                        | 0   | 5 | 0 | 0 | 5 | 3  | 26 | -23  |

### Groupe Liège
| Rang | Équipe           | Pts | J | G | N | P | Bp | Bc | Diff |
| ---- | ---------------- | --- | - | - | - | - | -- | -- | ---- |
| 1    | Verviers FC      | 2   | 2 | 1 | 0 | 1 | 6  | 7  | -1   |
| 2    | Rés. FC Liégeois | 2   | 2 | 1 | 0 | 1 | 7  | 6  | +1   |

#### Test-match
À l'époque, la différence de buts n'est pas utilisée pour départager plusieurs équipes à égalité de points. Un test-match sur terrain neutre a donc lieu. Celui-ci est joué à Spa.
| Match                          | Résultat |
| ------------------------------ | -------- |
| Verviers FC - Rés. FC Liégeois | 9-1      |
| Verviers FC finaliste          |          |

### Finale
La finale est jouée sur terrain neutre, et voit la victoire du Skill Football Club de Bruxelles après prolongations.
| Match                                     | Résultat        |
| ----------------------------------------- | --------------- |
| Skill FC Bruxelles - Verviers FC          | 5-4 (4-4 prol.) |
| Skill FC Bruxelles champion de Division 2 |                 |

## Récapitulatif de la saison
- Champion : FC Liégeois (3e titre)
- Premier club à remporter trois fois le championnat
- Premier club à remporter deux championnats consécutifs
- Troisième titre pour la province de Liège

| Région flamande (5)             | Région flamande (5) | Province de Brabant (3)      | Province de Brabant (3) | Région wallonne (1)    | Région wallonne (1) |
| ------------------------------- | ------------------- | ---------------------------- | ----------------------- | ---------------------- | ------------------- |
| Province d'Anvers               | 1                   | Région de Bruxelles-Capitale | 3                       | Province de Hainaut    | 0                   |
| Province de Flandre-Occidentale | 2                   | Province du Brabant flamand  | 0                       | Province de Liège      | 1                   |
| Province de Flandre-Orientale   | 2                   | Province du Brabant wallon   | 0                       | Province de Luxembourg | 0                   |
| Province de Limbourg            | 0                   |                              |                         | Province de Namur      | 0                   |

1. ↑  Au niveau footballistique, la province de Brabant est toujours unitaire malgré sa partition territoriale en 1995.

### Admission et relégation
Le règlement de la fédération ne prévoit ni relégation, ni admission automatique de nouveaux clubs. L'intégration de nouvelles équipes se fait sur « invitation ». Pour cette saison, on assiste au retour du FC Brugeois, qui ne quittera plus les deux plus hautes divisions nationales depuis. Trois clubs font également leurs débuts cette saison-là : Oostendensche FC, l'AC Gantois et le Sport Pédestre Gantois. En fin de saison, le 1er avril 1899, ces deux derniers fusionnent avec un troisième club, le Football Club Gantois, pour former le Racing Club de Gand.
L'autre nouveau venu, Oostendensche FC, choisit de se retirer du championnat en vue de la saison suivante. C'est la seule saison jouée par ce club, dont on sait peu de choses de son Histoire.

### Débuts en séries nationales
Trois clubs donc font leurs débuts en séries nationales. Ils sont les neuvième, dixième et onzième clubs différents à y apparaître.
- Oostendensche FC est le deuxième club de la province de Flandre-Occidentale à jouer en séries nationales belges.
- L'Athletic Club Gantois et le Sport Pédestre de Gand sont les deux premiers clubs de la province de Flandre-Orientale à jouer en séries nationales belges.

### Bilan de la saison
| Championnat de Belgique de football 1898-1899 |                                  |
| Champion                                      | FC Liégeois (3e titre)           |
| Dauphin                                       | FC Brugeois                      |
| Promotions et relégations                     |                                  |
| Promus en Division d'Honneur                  | Skill Football Club de Bruxelles |
| Relégués                                      | Oostendensche FC                 |